# 古川嘉一郎
古川 嘉一郎（ふるかわ かいちろう、1943年〈昭和18年〉10月15日 - ）は、日本のフリーライター、放送作家、演芸評論家。

## 来歴・人物
大阪市出身。立命館大学文学部卒業。広告制作スタジオ勤務、コピーライターを経て、藤本義一に師事。テレビ・ラジオ番組の企画・構成に携わる。1985年「秋田實賞」受賞。手がけた番組には『9年9組つるべ学級』『浪速なんでも三枝と枝雀』『晴れ時々たかじん』『たかじんnoばぁ～』など。雑誌『上方芸能』編集委員、『上方漫才大賞』、『日本放送演芸大賞』の選考審査員、藤本が総長の心斎橋大学の講師なども務める。
娘に古川真帆（元4D-JAM）がいる。

## 主な著書
- 『大衆演劇の世界』（白水社）
- 古川嘉一郎 [ほか]（編）、1984年2月23日『上方笑芸の世界』白水社。
- 『なにわの急ぎ星 : ドキュメント林家小染』たる出版、1985年1月3日。
- 『虹色の龍』（たる出版）
- 『ごんたくれ』（東方出版）
- 『少年の日を越えて : 「漫才教室」の卒業生たち』大阪書籍、1986年9月20日。
- 『横山やすし夢のなごり』ベストセラーズ〈ワニの選書〉、1996年5月。ISBN 4-584-19129-8。
- 『たかじん波瀾万丈』たる出版、2014年4月30日。ISBN 9784905277118。